# تمیشه

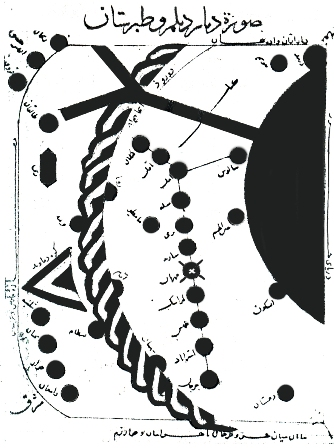
تمیشه در نقشهٔ اصطخری به صورت «طمیس» در میان شهرهای بین ساری و استرآباد درج شده.

تَمیشَه یا تَمیشَه بانصران که در منابع عربی به آن طمیس و طمیسه نیز گفته‌اند، یکی از شهرهای باستانی و تاریخی مهم در خطهٔ تبرستان بوده که امروزه خرابه‌های تاریخی به‌جا مانده از آن در نزدیکی روستای سرکلاته خراب‌شهر طبق تقسیمات جدید از شهرستان بهشهر به  شهرستان کردکوی واقع شده  است.
در زمان لشکرکشی آنتیوخوس سوم به منطقهٔ هیرکانی برای مقابله با قوم اشکانی، پس از عبور او از کوه البرز از منطقه‌ای به نام تامبراکس نام برده شده که ممکن است همان تمیشه باشد. در این لشکرکشی از محل استقرار این شهر در نزدیکی روستای سرکلاته نام برده شده‌است.
تمیشه در دوران ساسانیان نیز شهری آباد بوده و در اسطوره‌های ایرانی، تمیشه اقامتگاه فریدون پادشاه آریایی‌ها خوانده شده‌است. در منابع آمده‌است انوشه‌روان دادگر به آن شهر رفته و مدتی را در آنجا گذرانده و دستور وسعت شهر و ساخت بارو و دیوار دفاعی تمیشه را به جهت پیشگیری از یورش‌های تُرکان و قبایل شرقی داده‌است. تمیشه شرقی‌ترین شهر تبرستان و در مرز تبرستان و گرگان بوده‌است. ابن رسته تمیشه را نخستین شهر تبرستان از مشرق معرفی کرده و خسرو انوشیروان ساسانی را بناکنندهٔ شهر خوانده و از دیوار تمیشه که میان تبرستان و گرگان کشیده شده و مسجد جامع و جمعیت فراوان شهر یاد کرده‌است. پژوهشگران بر این باورند که به‌دلیل وجود رشته‌کوه‌های البرز ورود نیروهای مهاجم به خطهٔ تبرستان و گیلان تقریباً میسر نبوده، لذا تنها راه دسترسی و مدخل ورود تازیان و دیگر نیروهای مهاجم تنها از طریق راهی بود که از سرزمین قومس به جرجان (گرگان) می‌رسیده که امروزه به گردنهٔ «خوش‌ییلاق» مشهور است. بدین جهت نخستین شهری که مورد یورش نیروهای مهاجم قرار داشته جرجان بوده و سرداران خلفا هرگاه که به قصد فتح تبرستان می‌آمده‌اند پس از طی راه قومس به گرگان به‌ناچار در آغاز با گرگانیان رو در رو شده و سپس به تمیشه و درون تبرستان حمله‌ور می‌شدند. بدین سان تمیشه نخستین شهر تبرستان از سمت شرق و مدخل تبرستان و به‌نوعی پرچم‌دار نبرد با مهاجمان عرب و تُرک و مغول و … بوده‌است.
تمیشه پس از اسلام در یورش‌های مکرر لشکریان خلفا، بارها مورد تاخت و تاز قرار گرفت و ایستادگی کرد و مردم آن قتل‌عام گردیدند. تمیشه در جریان شورش مازیار و بعدها در کشاکش خاندان‌های محلی تبرستان نیز بارها محل درگیری بوده تا جایی که با یورش‌های پی‌درپی مغولان و تیموریان چنان دچار ویرانی شد که از صفحهٔ روزگار محو گردید.

## معنا و ریشهٔ نام
واژهٔ تمیشه برگرفته از نام دانه و بوتهٔ تمشک است. لغتنامهٔ دهخدا ذیل واژهٔ «تمیش» آورده‌است که در شماری از نواحی شمالی ایران چون آمل و تالش و گرگان‌رود به تمشک، «تمیش» یا «تمیش بور» گفته می‌شود. در دایرةالمعارف فارسی نیز تمیش به معنای بوته آمده‌است. در گویش طبری منطقه، واژهٔ «تمشکلو» به معنای تمشک است که گیاهی پیچکی و خاردار است و بدان «لَم» (Lam) نیز گفته می‌شود و هنوز مناطقی با نام «تمِشه» و «تمِشی» و «تمیشی» در پیرامون منطقهٔ تمیشهٔ مورد نظر وجود دارد که این نام‌گذاری‌ها احتمالاً به‌دلیل وفور بوته‌زارهای تمشک در آن حوالی است.

## در تاریخ
این شهر که در نزدیکی گرگان بوده، با ساری شانزده فرسنگ فاصله داشت. تمیشه (طمیشه – طمیش) شهری بود در جوار غربی خندقی که به امر اسپهبد فرخان برای بازداشتن تُرکان از هجوم به قلمرو او حفر شده بود. ابن فقیه در ذکر تمیشه و دربند آن در البلدان نوشته‌است «نخستین شهر طبرستان از سوی گرگان طمیش است و آن در مرز گرگان افتاده‌است و دروازه‌ای کلان دارد که هیچ‌یک از طبرستانیان نتوانند از آن جای بیرون آیند و به گرگان شوند جز از همین دروازه زیرا دیواری از آجر و آهک از کوه تا دل دریا کشیده شده‌است. آن دیوار را خسرو انوشیروان (۵۳۱ – ۵۷۸ میلادی) ساخت تا تُرک را از تاراج طبرستان بازدارد. در طمیش خلق بسیار هستند …» و هم در بلدان آمده‌است که بلاذری گفته طبرستان را هشت خوره است. از آن‌ها خورهٔ ساری و آمل و … ارم خواست بالا و ارم خواست پایین و مهروان و اصفهبدان و نامیه و طمیش و … میان نامیه و ساریه و طمیش بیست فرسنگ است. به گفتهٔ ابن اسفندیار تمیشه در دوران اسپهبدان دابویی طبرستان، نشستگاه ولیعهد طبرستان بود و پس از مرگ اسپهبد دادمهر، فرزندش خورشید که کودکی خردسال و ولیعهد وی بود به تمیشه رفت و عموی وی فرخان کوچک که حکومت طبرستان به وی تفویض شده بود تا رسیدن خورشید به سن بلوغ در قصر اصفهبدان در ساری بر طبرستان شهریاری کرد.
نام این شهر در منابع سده‌های اولیهٔ اسلامی به شکل‌های طَمیس، طَمیسه، طمیش، طَمیشه، طمیسه و تمیشه آمده؛ و گاهی به شکل تمیشه هم در منابع قدیمی فارسی مورد استفاده قرار گرفته. در شاهنامه گفته شده که شهر تمیشه دومین پایتخت فریدون، پس از آمل، بوده‌است. در دورهٔ ساسانیان، انوشیروان در مشرق تمیشه دیوار آجری مار سرخ را ساخت تا از حملهٔ قبایل ترک به تبرستان پیشگیری کند.

## در اسطوره‌ها و شاهنامه
بنای تمیشه را به فریدون پیشدادی نسبت داده‌اند. فردوسی تمیشه را تختگاه دوم فریدون پیشدادی خوانده‌است. ابن اسفندیار به نقل از شاهنامه آورده‌است: «فریدون پس از پیروزی بر ضحاک تمیشه را پایتخت کرد». ظهیرالدین مرعشی آورده‌است: «چون آفریدون پیر شد، مقام خود در تمیشه بساخت و این تمیشه … اکنون خرابه است و تمیشه کوتی می‌خوانند و هنوز اطلال و دمن آن در موضعی که بانصران می‌خوانند، ظاهر است. واژهٔ «کوت» در گویش طبری منطقه به معنی انباشته شده و روی هم قرار گرفته‌است. منظور ظهیرالدین مرعشی از «تمیشه کوتی» به‌نظر می‌رسد که خرابه‌های انباشته شدهٔ شهر بوده‌است. پژوهشگران در ارتباط با نام «بانصران» (یا بانسرا یا بانوسرا) که امروزه منطقه‌ای مشتمل بر زمین‌های مسطح و کشاورزی است، معتقدند که این واژه شکل محلی واژهٔ «بانوسرای» است که احتمالاً باید نام یکی از کاخ‌هایی باشد که اسپهبد خورشید برای یکی از زنان خود ساخته بود. ابن اسفندیار آورده‌است: «گرشاسف ایرانی در حمله‌ای به سرزمین‌های شرقی، فغفور چین (پادشاه چین) را با هشتاد پادشاه دیگر توسط نریمان به تمیشه نزد فریدون فرستاده بود» در مجمل التواریخ و القصص نیز دربارهٔ پایتخت فریدون آمده‌است: «پس به گرگان ببود، اول به زمین بابل بنشست، پس دارالملک به تمیشه بساخت و طبرستان».

## لشکر آوردن سعید بن عاص بن امیه به طبرستان و فتح دژ تمیشه و کشتار در تمیشه
(بخشی از مقالهٔ حملهٔ مسلمانان به طبرستان)
بسال سی‌ام هجرت به خلیفهٔ سوم عثمان خبر رسید که مردم خراسان به آئین پیشین برگشته‌اند. عثمان، سعید بن عاص بن امیه را با سپاه مدینه به خراسان فرستاد و به عبدالله بن عامر بن کریز والی بصره نامه کرد که با سپاه بصره به خراسان شود. عثمان در نامهٔ خود به این دو وعده داده بود هر یک از این‌ها پیروزی یابد، بر خراسان فرمانروا شود. عبدالله پیش از سعید به خراسان شد و تا نیشابور بگشاد. سعید از کوفه درآمد و چون چنان دید به گرگان شد. مردم گرگان در حصار شدند و با او صلح کردند. دویست هزار درم بازستاند و ایشان را به مسلمانی آورد. سپس آهنگ طبرستان نمود. طبری آورده‌است «بعد نخستین، شهریست تمیشه خوانند با ایشان حرب کردند چنان‌که صلاة الخوف (نماز وحشت) کرد به حرب اندر، پس از مردمان صلح خواستند بر آن‌که از ایشان یک تن را نکشد. او شرط را پذیرفت و چون از حصار بیرون آمدند همه را بکشت و یک تن را دست بازداشت و گفت چنین شرط کردم که یک تن را نکشم گفتند که ما بدین سخن چنان خواستیم که هیچ‌کس را نکشی. وی گفت من یک تن را خواستم که نکشم و از آنجا به طبرستان شد و همه را بگشاد و با سپاه بازآمد و به مدینه باز شد و مردمان طبرستان بگاه عمر، سوید بن مقرن مسلمان کرده بود تا گرگان، باز مرتد شده بودند تا سعید بن العاص بیامد بگاه عثمان و باز چون سعید بازگشت دیگر باره بازایستادند»
به‌هرحال در اینجا نیز گشودن طبرستان به حقیقت مقرون نیست و پیداست که پیشرفت تازیان از حد تمیشه که در مرز گرگان و طبرستان بوده فراتر نرفته و از حواشی طبرستان بدرون آن راه نیافته و به قلمرو اسپهبد نرسیده‌اند.
بلاذری در کتاب فتوح‌البلدان می‌نویسد:
سعید بن عاص که در زمان عثمان والی کوفه بود (سال ۲۹ قمری) بی آنکه از کسی فرمان دریافت کند از کوفه به قصد جنگ با طبرستان رفت حسن و حسین دو پسر علی بن ابی طالب در جنگ با وی همراه بودند والله اعلم.

## نابودی تمیشه
تاریخ ویرانی تمیشه برای پژوهشگران به‌طور قطع روشن نیست؛ ولی آن چیز که واضح است در عصر سربداران و مرعشیان، یعنی در یورش‌های تیمور، همچنان نام تمیشه و خندق آن در متون تاریخی دیده می‌شود؛ لذا پژوهشگران بر این باورند که این شهر در یورش‌های مغولان آسیب کلی و فراوان دیده و در تاخت و تازهای تیمور به‌طور کل از صفحهٔ روزگار محو شده‌است. رابینو در این باره آورده‌است: «تاریخ ویران شدن تمیشه روشن نیست؛ با آن‌که دلایلی هست که حدس بزنیم آن واقعه در هجوم مغولان اتفاق افتاده‌است. چیزی که روشن است فراموش شدن نام تمیشه پس از وقایع تیموریان و مرعشیان در تاریخ است.

## موقعیت جغرافیایی تمیشه و خرابه‌های تاریخی به‌جا مانده
امروزه در کنار خرابه‌های شهر تاریخی تمیشه، روستایی بنام سرکلاته خراب‌شهر واقع شده که مرکز دهستان چهارکوه است. این روستا امروزه در تقسیمات کشوری از توابع شهرستان کردکوی واقع در استان گلستان بوده و از شمال غربی و غرب به خرابه‌های تاریخی تمیشه محدود می‌باشد. چارلز فرانسیس مکنزی که در دوره قاجار از شمال ایران دیدن کرده و خرابه‌های شهر تمیشه را دیده بود آورده‌است: «خرابه شهر (تمیشه)، مانند سایر عمارت‌های مخروبه کتیبه‌ای نداشت. آثار دیوار و خندقی به چشم می‌خورد و مقداری آجر و سفال در جنگل وجود داشت، ولی تاریخچه آن در اعماق زمان پنهان است و شاید هیچگاه آشکار نشود.»

## پانوبس
1. ↑  «مقالهٔ نگاهی به تاریخ سیاسی-نظامی شهر تمیشه (از ورود اسلام تا هجوم مغولان) عنوان نشریه: مسکویه: زمستان ۱۳۸۷ - بهار ۱۳۸۸، دورهٔ ۳، شمارهٔ ۱۰، صفحهٔ ۱۸۷». پایگاه مرکز اطلاعات علمی جهاد دانشگاهی.
2. ↑  «شهری‌ قدیمی‌ در مشرق‌ طبرستان‌ قدیم‌». دریافت‌شده در ۳ اکتبر ۲۰۲۳.
3. ↑  Foundation، Encyclopaedia Iranica. «Welcome to Encyclopaedia Iranica». iranicaonline.org (به انگلیسی). دریافت‌شده در ۲۰۲۳-۰۹-۰۹.
4. ↑  «مقالهٔ نگاهی به تاریخ سیاسی-نظامی شهر تمیشه (از ورود اسلام تا هجوم مغولان) عنوان نشریه: مسکویه: زمستان ۱۳۸۷ - بهار ۱۳۸۸، دورهٔ ۳، شمارهٔ ۱۰، صفحات ۱۷۳ و ۱۷۴ و ۱۷۵ و ۱۷۸ و ۱۸۷»». پایگاه مرکز اطلاعات علمی جهاد دانشگاهی. دریافت‌شده در ۲۰۲۳-۱۰-۰۱.
5. ↑  «مقالهٔ نگاهی به تاریخ سیاسی-نظامی شهر تمیشه (از ورود اسلام تا هجوم مغولان) عنوان نشریه: مسکویه: زمستان ۱۳۸۷ - بهار ۱۳۸۸، دورهٔ ۳، شمارهٔ ۱۰، صفحهٔ ۱۷۶». پایگاه مرکز اطلاعات علمی جهاد دانشگاهی.
6. ↑  «گیل، فرشواذگرشاه و گاوبارگان دابویهی (اسپهبدان بزرگ طبرستان) از ٢٢ تا ١٤٤ هجری، بررسی‌های تاریخی شماره ٣ سال دوازدهم، صفحات ۶۸ و ۶۹، چراغعلی اعظمی سنگسری» (PDF). پرتال جامع علوم انسانی.
7. ↑  «گیل، فرشواذگرشاه و گاوبارگان دابویهی (اسپهبدان بزرگ طبرستان) از ٢٢ تا ١٤٤ هجری، بررسی‌های تاریخی شماره ٣ سال دوازدهم، صفحات ۶۷ و ۶۸، چراغعلی اعظمی سنگسری» (PDF). پرتال جامع علوم انسانی.
8. ↑  «مقالهٔ نگاهی به تاریخ سیاسی-نظامی شهر تمیشه (از ورود اسلام تا هجوم مغولان) عنوان نشریه: مسکویه: زمستان ۱۳۸۷ - بهار ۱۳۸۸، دورهٔ ۳، شمارهٔ ۱۰، صفحات ۱۷۵ و ۱۷۶». پایگاه مرکز اطلاعات علمی جهاد دانشگاهی.
9. ↑  «مقالهٔ نگاهی به تاریخ سیاسی-نظامی شهر تمیشه (از ورود اسلام تا هجوم مغولان) عنوان نشریه: مسکویه: زمستان ۱۳۸۷ - بهار ۱۳۸۸، دورهٔ ۳، شمارهٔ ۱۰، صفحهٔ ۱۷۴». پایگاه مرکز اطلاعات علمی جهاد دانشگاهی.
10. ↑  کیا، صادق (۱۳۵۳). شاهنامه و مازندران. تهران چاپخانهٔ تمدن بزرگ: انتشارات وزارت فرهنگ و هنر. ص. صفحهٔ ۱۹.
11. ↑  «گیل، فرشواذگرشاه و گاوبارگان دابویهی (اسپهبدان بزرگ طبرستان) از ٢٢ تا ١٤٤ هجری، بررسی‌های تاریخی شماره ٣ سال دوازدهم، صفحات ۵۰ و ۵۱، چراغعلی اعظمی سنگسری» (PDF). پرتال جامع علوم انسانی.
12. ↑  اسلامی، حسین (۱۳۷۲). تاریخ دو هزارساله ساری. دانشگاه آزاد اسلامی واحد قائمشهر. ص. ۸۲.
13. ↑  «مقالهٔ نگاهی به تاریخ سیاسی-نظامی شهر تمیشه (از ورود اسلام تا هجوم مغولان) عنوان نشریه: مسکویه: زمستان ۱۳۸۷ - بهار ۱۳۸۸، دورهٔ ۳، شمارهٔ ۱۰، صفحهٔ ۱۸۷». پایگاه مرکز اطلاعات علمی جهاد دانشگاهی.
14. ↑  «مقاله نگاهی به تاریخ سیاسی-نظامی شهر تمیشه (از ورود اسلام تا هجوم مغولان) عنوان نشریه: مسکویه: زمستان ۱۳۸۷ - بهار ۱۳۸۸ , دوره ۳ , شماره ۱۰ ; صفحهٔ ۱۸۷». پایگاه مرکز اطلاعات علمی جهاد دانشگاهی.[پیوند مرده]